# Ledena jama pri Kunču
Ledena jama pri Kunču je podzemna jama ledenica, v kateri se preko celotnega leta zadrži led, nahaja pa se v bližini opuščene kočevarske vasi Kunč v Kočevskem Rogu. 
Vhod v jamo se nahaja na dnu udorne vrtače v bližini gozdne ceste, ki povezuje Podstenice in Kunč. Jama je nastala kot udorna votlina, po tem, ko se je apnenčast del stropa vdal pod vplivom erozije in ustvaril markanten vhod širine 30 in višine 20 metrov. Jama se proti dnu pahljačasto širi, nastala pa je ob prelomnih razpokah in je tipična ledenica. Skupna dolžina jame je 120 metrov, globoka je 45 metrov, na pahljačastem zadnjem delu pa doseže širino 90 m in višino 30 m. Led se začne že 10 m globoko v jami led, ki je sprva skrit pod gruščem, kasneje pa pogleda iz njega in doseže na koncu jame debelino nekaj metrov. Ledeni jeziki in debla, usmerjena proti koncu jame, kažejo, da se led pozimi obnavlja s snežnimi padavinami, ki skozi vhod vdirajo v jamo. Spomladi, ko se začne led topiti nastanejo pod kamini zanimive ledene tvorbe, jama sama pa se nikoli ne ogreje toliko, da bi sneg in led v celoti izginila. V preteklosti je imela za okoliško prebivalstvo v poletnih mesecih jama prav poseben pomen. Iz nje so namreč celo poletje prinašali led, s katerim so hladili živila. 
Ledena jama pri Kunču je najizrazitejša ledena jama na Dolenjskem, v njej pa kljub nizkim temperaturam živi več vrst podzemnih hroščev. Dostop v jamo je opremljen, s poti do nje pa vodijo tudi smerokazi. Dostop je enostaven tudi za slabše opremljene obiskovalce.
Po legendah naj bi v tej ledeni jami prijeli Veroniko Deseniško, drugo ženo Friderika II. Celjskega, ki naj bi se v jamo zatekla pred preganjalci.
Od leta 1992 je jama z Odlokom o razglasitvi naravnih znamenitosti in nepremičnih kulturnih in zgodovinskih spomenikov v občini Novo mesto (Ur. list RS, št. 8, 1992) zaščitena kot naravna znamenitost.